# 브룩 스미스
브룩 스미스(Brooke Smith, 1967년 5월 22일 ~ )는 미국의 배우이다.

## 출연 작품
- 녀석들의 졸업백서 (2018)
- 투 더 본 (2017)
- 로드 하드 (2015)
- 인터스텔라 (2014)
- 레이버 데이 (2013)
- 어 리틀 헬프 (2010)
- 페어 게임 (2010)
- 그레이 아나토미 시즌5 (2008)
- 그들 각자의 영화관 (2007)
- 위즈 시즌1 (2005)
- 당신이 그녀라면 (2005)
- 천사의 투쟁 (2004)
- 멜린다 앤 멜린다 (2004)
- 배드 컴퍼니 (2002)
- 크로싱 조단 시즌1 (2001)
- 그 남자는 거기 없었다 (2001)
- 시리즈 7 (2001)
- 랜덤 하트 (1999)
- 브로큰 자이언트 (1998)
- 트리스 라운지 (1996)
- 캔사스 시티 (1996)
- 42번가의 반야 (1994)
- 그 남자의 방 그 여자의 집 (1993)
- 미스터 원더풀 (1993)
- 양들의 침묵 (1991)
- 법과 질서 (1990)
- 이별 없는 아침 (1989)
- 모던스 (1988)